# Slack (ソフトウェア)
Slack（スラック）は、スチュワート・バターフィールドによって開発され、2013年に市場導入されたチームコミュニケーションツール。
Slackという名称は"Searchable Log of All Conversation and Knowledge"のアクロニムである。

## 概要
Slackはグループチャット、1対1のメッセージング（Direct Message）、音声通話をWebサービスとして提供している。また同様の機能をデスクトップアプリ（Windows、macOS）およびスマートフォンアプリ（iOS、Android）でも提供している。 Googleドキュメント、Dropbox、Heroku、Crashlytics、GitHub、PagerDuty、Zendeskなどを含む、各種サードパーティーのサービスと連携することが出来るようになっており、Slack内部のすべてのコンテンツは、一つの検索ボックスから検索できるようになっている。
もともとはTiny Speck社（現Slack Technologies Inc.）においてオンラインゲーム「Glitch」の開発に使用された社内ツールが原型となっている 。2020年12月1日、セールスフォース・ドットコム（現・セールスフォース）がSlack開発元のSlack Technologiesを 277億ドルで買収することに合意したことを発表した。2021年7月21日、セールスフォースによる買収が完了したことが報告された。

## 機能
Slackは基本的にIRCに似た機能を多く備えている。ユーザはまず「ワークスペース」に属し、ワークスペース内に存在する話題別のチャットルーム（チャンネル）に参加したり、同じワークスペースに属する他のユーザへダイレクトメッセージを送ったりしてコミュニケーションを行う。それぞれのチャンネルやダイレクトメッセージにはファイルの添付が可能であり、ワークスペース内のメッセージやファイルはすべて検索できる。さらに、APIが公開されているため、Google ドライブやTrelloといったWebサービスと連携することが可能なほか、自作のアプリケーションとの連携も可能である。
メッセージング
- チャンネル - 話題別に作成されるチャットルーム。 チャンネル名は"#"から始まる文字列で表される。
  - パブリックチャンネル - ワークスペース内に所属しているメンバーなら誰でも参加・閲覧可能なチャンネル
  - プライベートチャンネル - 招待されたメンバーしか参加・閲覧できないチャンネル
- ダイレクトメッセージ・グループメッセージ - チャンネルを介さずユーザ間で直接メッセージを送信する機能。1対1のものが「ダイレクトメッセージ」、複数名のものが「グループメッセージ」となる。
- 絵文字 - メッセージに対して絵文字でリアクションを行ったり、メッセージ内に絵文字を挿入したりできる。Unicodeで規定された絵文字のほか、ワークスペース独自の絵文字を登録することも可能である。

### ボット
slackはSlack Appsによりボットユーザー機能を提供している。例えばボットユーザーへ「今日の天気は？」とチャットすることでボットユーザーが「今日は晴れです。」と情報を提供することが可能である。Appのincoming webhook機能により、指定されたURLへのPOSTがボットユーザーの発言としてslack上に反映される。

### Slack AI
チャンネルの要約、スレッドの要約、検索など、AIを活用した機能。Enterpriseプランの有料アドオンで2024年2月14日より米国と英国にて一般提供の開始を発表。